# John Washington Butler
John Washington Butler (17. prosince 1875 – 24. září 1952) byl americký farmář a člen Sněmovny reprezentantů státu Tennessee v letech 1923–1927.
Proslul zejména prosazením tzv. Butlerova zákona, který zakázal výuku evoluční teorie ve veřejných školách. Zákon posloužil jako zákon pro tzv. opičí proces. O zastáncích teorie evoluce Butler tvrdil, že nemohou být křesťany. Evoluční teorie podle něj dělá z Ježíše fakíra a podrývá základy americké vlády. Byl velkým obdivovatelem Williama Jenningse Bryana.